# 圣塞纳昂巴什
圣塞纳昂巴什（法語：Saint-Seine-en-Bâche，法語發音：[sɛ̃ sɛn ɑ̃ baʃ]）是法国科多尔省的一个市镇，属于博讷区。

## 地理
圣塞纳昂巴什（47°7'12"N, 5°22'15"E）面积8.38 平方千米，位于法国勃艮第-弗朗什-孔泰大區科多尔省，该省份为法国中东部省份，北起奥布省，西接涅夫勒省和约讷省，南至索恩-卢瓦尔省，东南接汝拉省，东临上索恩省，东北部与上马恩省接壤。
与圣塞纳昂巴什接壤的市镇（或旧市镇、城区）包括：莱马伊、弗拉热莱索克索讷、索恩河畔拉佩里耶尔、萨姆雷、尚旺。

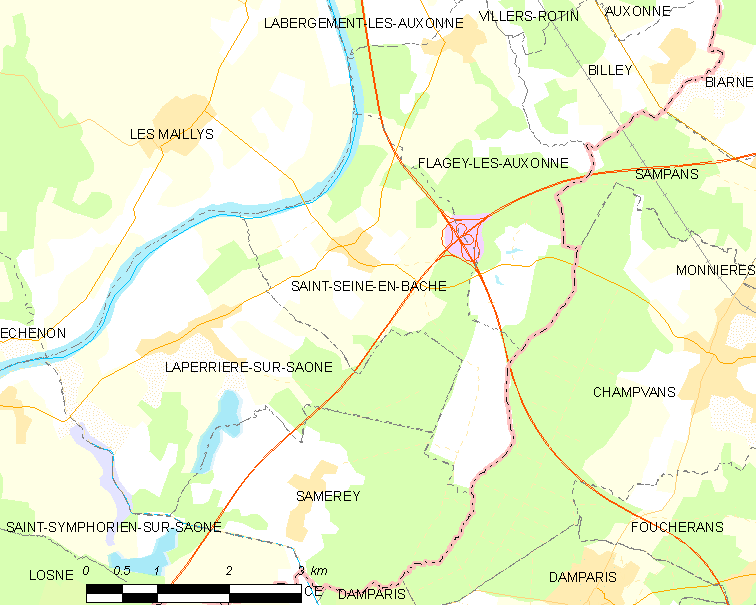
圣塞纳昂巴什的OSM定位图

圣塞纳昂巴什的时区为UTC+01:00、UTC+02:00（夏令时）。

## 行政
圣塞纳昂巴什的邮政编码为21130，INSEE市镇编码为21572。

## 政治
圣塞纳昂巴什所属的省级选区为布拉泽昂普莱讷县。

## 人口

1962-2008年间圣塞纳昂巴什人口变化图示

圣塞纳昂巴什于2022年1月1日时的人口数量为407人。